# Vrouw met een papegaai (Courbet)
Vrouw met een papegaai (Frans: La femme au perroquet) is een schilderij van Gustave Courbet uit 1866. Sinds 1929 maakt het deel uit van de collectie van het Metropolitan Museum of Art in New York.

## Voorstelling
Met Vrouw met een papegaai deed Courbet een geslaagde poging om op de Salon toegelaten te worden met een naakt. Daarvoor moest hij zijn stijl aanpassen aan de zeer behoudende smaak van de jury. De houding van de vrouw en de subtiele vleeskleuren sluiten dan ook goed aan bij de academische kunst van die periode, waarvan De geboorte van Venus van Cabanel het voorbeeld bij uitstek is. Röntgenonderzoek heeft aangetoond dat Courbet aan de rechterkant van het schilderij een naakte man had geschilderd die hij later verving door de lege vogelstok.
Waarschijnlijk stond Joanna Hiffernan model voor de vrouw. Hiffernan, op dat moment nog de maîtresse van de schilder Whistler, komt ook voor op het in hetzelfde jaar ontstane werk De slaap, dat voor een privécollectie bestemd was en daardoor een veel gewaagder onderwerp kon hebben. De papegaai vertoont gelijkenis met een Blauwvoorhoofdamazone, een soort die veel in gevangenschap voorkomt.

## Kritiek
De reacties op Vrouw met een papegaai waren gemengd. In het algemeen konden het verfomfaaide haar en de verspreid liggende kledingstukken op afkeuring rekenen. Deze kleren lieten immers duidelijk zien dat hier geen mythologisch figuur was afgebeeld, maar een eigentijdse vrouw. Sommige critici, zoals Théophile Gautier, waren enthousiast over Courbets ogenschijnlijke terugkeer naar de academische traditie. Émile Zola daarentegen was teleurgesteld in Courbets knieval voor de zoete smaak van de jury.

(...) il manque à ces toiles le je ne sais quoi de puissant et de voulu qui est Courbet tout entier. Il y a douceur et sourire. Courbet, pour l'écraser d'un mot, a fait du joli !

(Het ontbreekt deze doeken aan het je ne sais quoi van kracht en intentie dat Courbet zo kenmerkt. We vinden zoetheid en glimlachjes. Courbet, om hem met één woord te verpletteren, heeft iets moois gemaakt.)
— Émile Zola, Mon Salon - L'Evénement, 15 mei 1866

Courbets Vrouw met een papegaai kan gezien worden als een tamelijk traditioneel antwoord op Manets Olympia, dat op de Salon in 1865 een schandaal veroorzaakt had. Manet reageerde op zijn beurt door nog in 1866 aan zijn eigen Vrouw met een papegaai te beginnen, een veel realistischer en moderner werk. Toch was Cézanne zo onder de indruk van Courbets schilderij, dat hij er naar verluidt een foto van in zijn portefeuille had.

## Herkomst
- tot 1870: in bezit van Courbet.
- lente 1870: verkocht aan Jules Bordet uit Dijon voor 15.000 frank.
- 30 april 1898: verkocht aan Durand-Ruel voor 20.000 frank.
- 30 april 1898: verkocht aan Henry Osborne Havemeyer en zijn echtgenote, geboren Louisine Waldron Elder, New York voor 12.000 Amerikaanse dollar.
- 1929: nagelaten aan het Metropolitan Museum of Art.

## Afbeeldingen

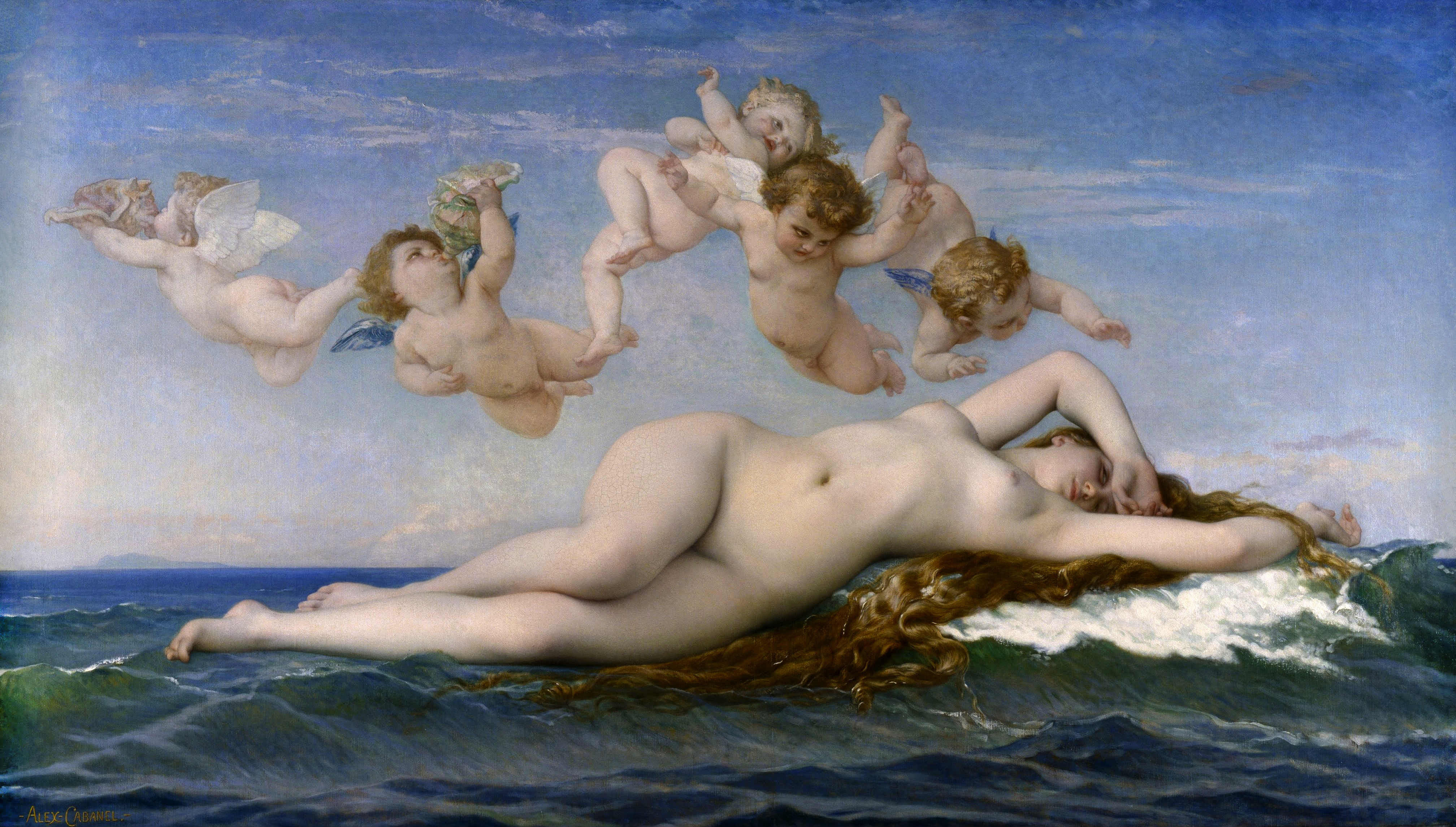
De geboorte van Venus - Alexandre Cabanel
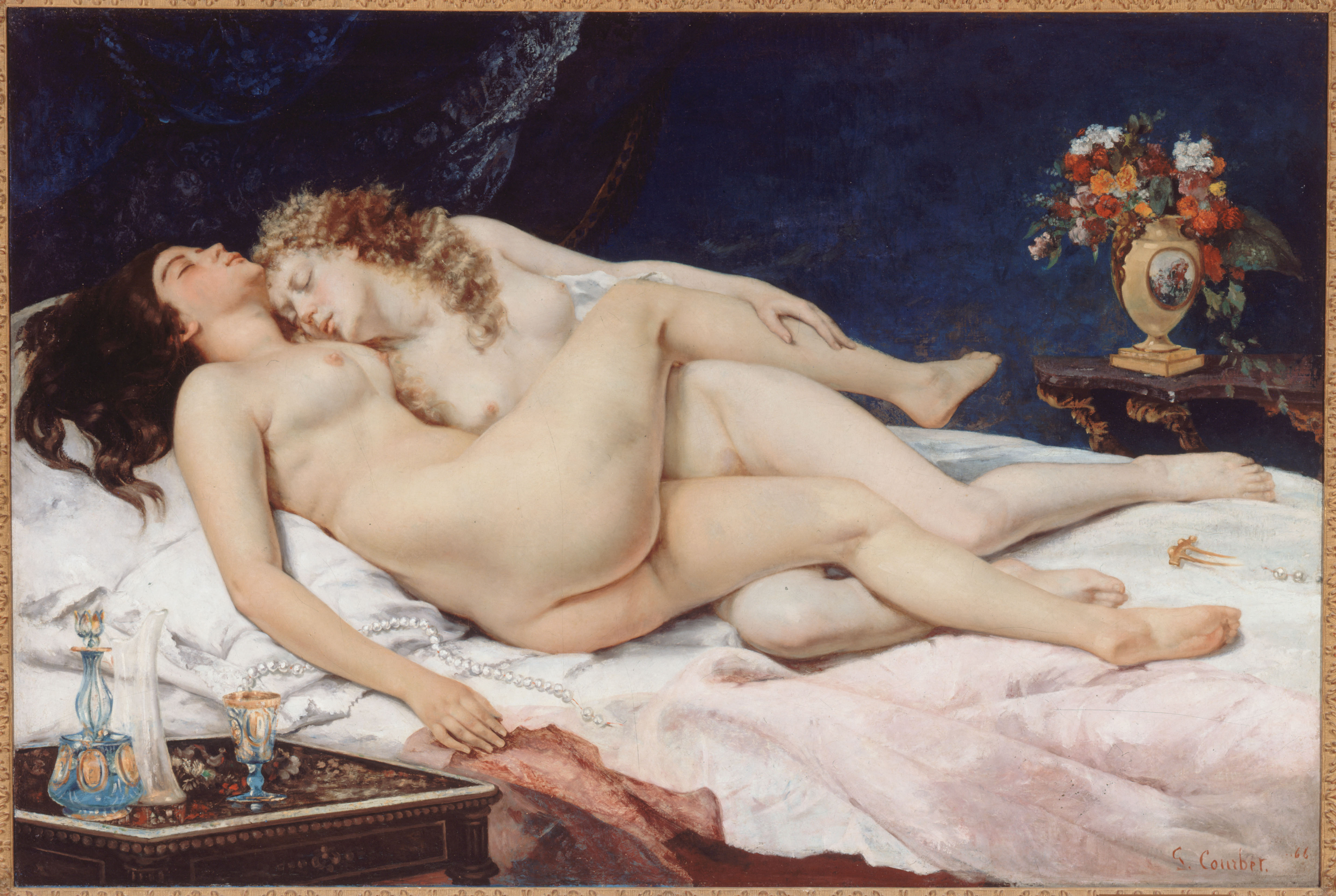
De slaap (1866)
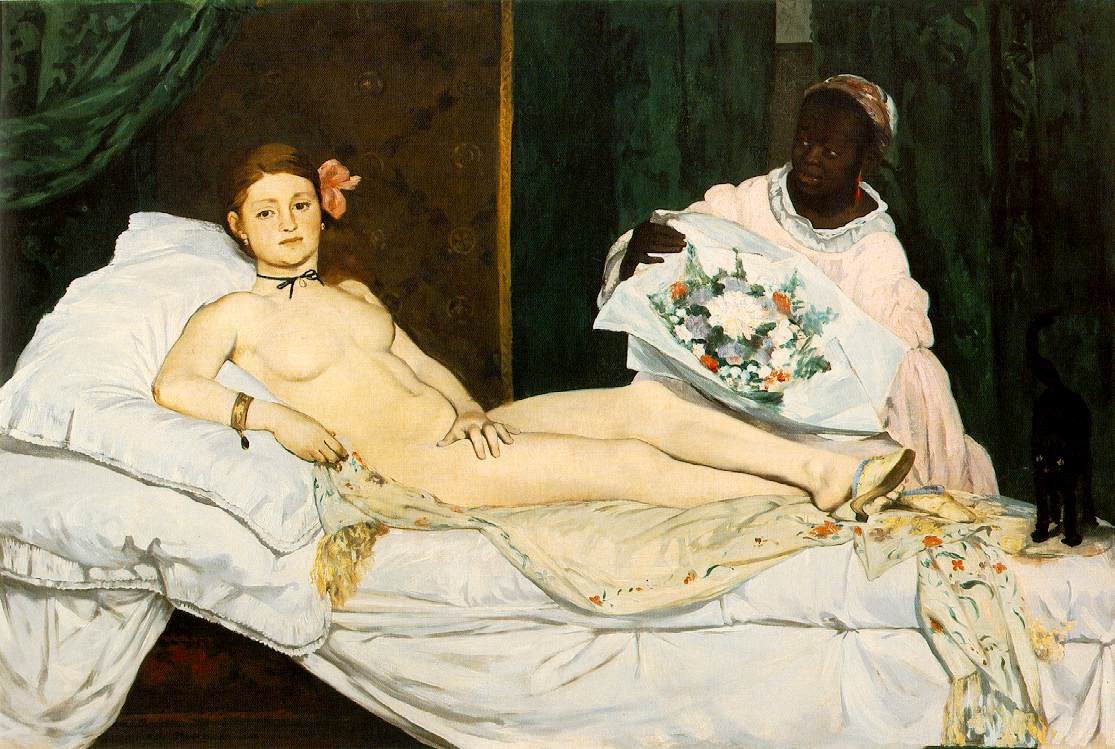
Olympia - Édouard Manet
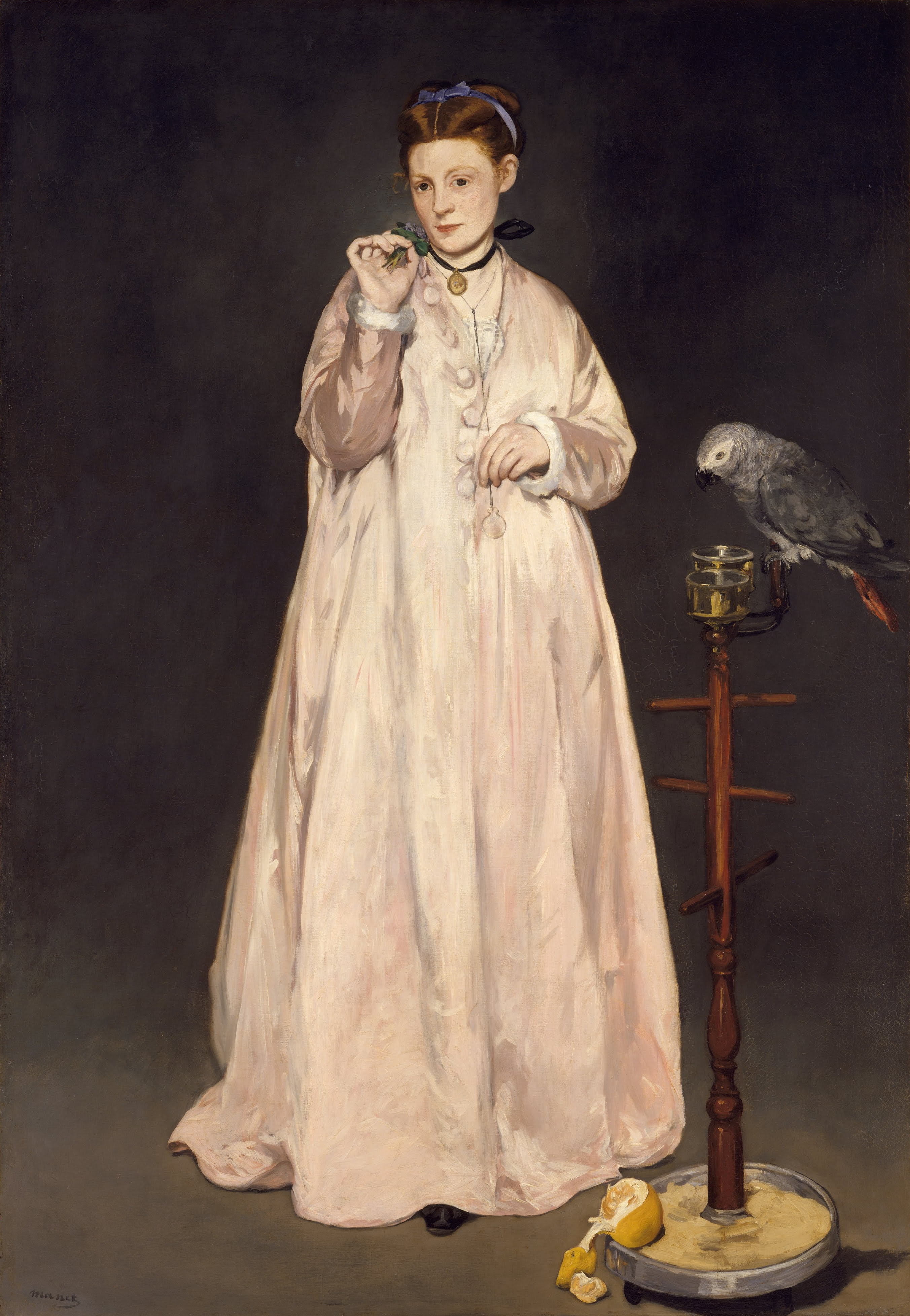
Vrouw met een papegaai - Édouard Manet